# PGC 3355
LEDA/PGC 3355, auch UGC 582, ist eine linsenförmige Radiogalaxie im Sternbild Andromeda am Nordsternhimmel. Sie ist schätzungsweise 1,1 Milliarden Lichtjahre von der Milchstraße entfernt und hat einen Durchmesser von etwa 335.000 Lichtjahren. Vom Sonnensystem aus entfernt sich das Objekt mit einer errechneten Radialgeschwindigkeit von näherungsweise 24.700 Kilometern pro Sekunde.

## Galaktisches Umfeld
| Nr. | Galaxie                 | Alternativname            | Rek           | Dek           | Distanz/asec |
| --- | ----------------------- | ------------------------- | ------------- | ------------- | ------------ |
| →   | LEDA/PGC 3355           | UGC 582                   | 00h56m23.011s | +13d52m34.76s | 0            |
| 1   | LEDA/PGC 1442838        | WISEA J005622.24+135217.3 | 00h56m22.186s | +13d52m17.44s | 20.65        |
| 2   | LEDA/PGC 3348           | UGC 580                   | 00h56m20.787s | +13d51m43.65s | 60.44        |
| 3   | LEDA/PGC 3127076        | 2MASX J00562596+1353355   | 00h56m26.007s | +13d53m35.90s | 75.11        |
| 4   | LEDA/PGC 1443623        | 2MASX J00562287+1353574   | 00h56m22.85s  | +13d53m57.5s  | 83.13        |
| 5   | LEDA/PGC 3127033        | 2MASX J00562109+1351004   | 00h56m21.111s | +13d51m00.35s | 98.38        |
| 6   | LEDA/PGC 3127097        | 2MASX J00563379+1354235   | 00h56m33.844s | +13d54m24.24s | 190.89       |
| 7   | LEDA/PGC 1439632        | 2MASX J00562466+1345245   | 00h56m24.689s | +13d45m24.36s | 431.11       |
| 8   | LEDA/PGC 1438485        | 2MASX J00563969+1342571   | 00h56m39.702s | +13d42m57.11s | 626.69       |
| 9   | LEDA/PGC 1440600        | 2MASX J00553637+1347250   | 00h55m36.336s | +13d47m24.87s | 746.63       |
| 10  | 2MASX J00560054+1340361 | WISEA J005600.55+134035.8 | 00h56m00.560s | +13d40m35.94s |              |
| 11  | LEDA/PGC 1436093        | 2MASX J00563868+1337401   | 00h56m38.671s | +13d37m39.91s | 923.59       |